# Saint-Nazaire
Saint-Nazaire (tiếng Breton: Sant-Nazer/Señ Neñseir, Gallo: Saint-Nazère/Saint-Nazaer), là một xã thuộc tỉnh Loire-Atlantique, trong vùng Pays de la Loire ở phía tây nước Pháp. Xã này nằm ở khu vực có độ cao trung bình 6 mét trên mực nước biển. Theo điều tra dân số năm 1999 của INSEE, xã có dân số 71370 người.

## Liêt kết ngoài
- Official Website (English)